# Lei de Proust
A Lei de Proust ou a Lei das Proporções Definidas foi elaborada no ano de 1797 pelo químico francês Joseph Louis Proust. Ele verificou que as massas dos reagentes e as massas dos produtos que participam da reação obedecem sempre a uma proporção constante. Essa proporção é característica de cada reação, isto é, independente da quantidade de reagentes utilizados.
Assim, para a reação entre, por exemplo, hidrogênio e oxigênio formando hidróxido de hidrogênio, os seguintes valores experimentais podem ser obtidos:
| Hidrogênio (g) | Oxigênio (g) | Hidróxido de hidrogênio (g) |
| -------------- | ------------ | --------------------------- |
| 4              | 32           | 36                          |
| 8              | 64           | 72                          |
| 1              | 8            | 9                           |

Observe que, para cada reação, a massa do produto é igual à soma da massa dos reagentes, o que concorda com a Lei de Lavoisier.
As massas dos reagentes e dos produtos que participam de uma reação podem ser diferentes, mas as relações entre elas são sempre constantes.
Leis Ponderais: São leis que estabelecem relações entre as massas das substâncias que participam das reações quimicas No exemplo da água:
| mO/mH       | mágua/mH    | mágua/mO      |
| ----------- | ----------- | ------------- |
| 80/10 = 8   | 90/10 = 9   | 90/80 = 1,125 |
| 16/2 = 8    | 18/2 = 9    | 18/16 = 1,125 |
| 8/1 = 8     | 9/1 = 9     | 9/8 = 1,125   |
| 3,2/0,4 = 8 | 3,6/0,4 = 9 | 3,6/3,2 = 1   |

No caso das reações de síntese (aquelas que originam uma substância a partir de seus elementos constituintes), o enunciado da lei de Proust é:
"A massa final de um recipiente fechado, após ocorrer dentro dele uma reação química, é sempre igual a massa inicial."
Essa lei foi, mais tarde, a base para a teoria atômica de Dalton, que a fortalece.
Lei de Richter-Wenzel ou Lei das Proporções Recíprocas:
"A massa de dois elementos que se combinam separadamente com a mesma massa de um elemento, são as mesmas, suas múltiplas ou submúltiplas, com que eles se combinam entre si, caso isso seja possível ".
" Quando a massa fixa de um elemento se combina com massas variáveis de outros elementos para formar diferentes compostos, se estes elementos se combinam entre si, combinar-se-ão segundo estas mesmas massas, ou múltiplas, ou submúltiplas ". ou esta " A proporção em massa das substâncias que reagem e que são produzidas numa reação é fixa, constante e invariável."